# Mastice
Il mastice è un tipo di colla liquida, di vario impiego, prodotto originariamente dalla resina del lentisco disciolta in trementina. Le sue versioni moderne sono utilizzate per un'ampia varietà di scopi, domestici e industriali.

## Caratteristiche
Come mastice si intende generalmente una colla che fa presa su superfici ruvide. Superfici lisce necessitano perciò di essere rese ruvide. Una volta estratto dal contenitore tende a ritrarsi per l'evaporazione del solvente, motivo per cui si deve attendere qualche minuto per l'applicazione della parte da incollare. Non arriva mai ad indurirsi completamente, ma rimane sempre tendenzialmente gommoso, il che lo rende ideale per componenti che devono avere una certa flessibilità, come ad esempio gomme e cuoio.

## Uso
Viene usato per:
- Incollare i tubolari alle ruote delle biciclette da corsa
- Applicare toppe alle camere d'aria
- Altri impieghi dove sia richiesta flessibilità oltre a resistenza ad urti e temperature elevate
- Incollare, nel restauro lapideo, oggetti in marmo che hanno subito una rottura (es.: il braccio di una statua, applicando un perno al centro della frattura)